# Henry Burt Wright
Pour les articles homonymes, voir Henry Wright et Wright.
Henry Burt Wright (1877-1923) était un professeur de l'Université de Yale dont les écrits ont influencé, entre autres, Frank Buchman, et par la suite le travail qu'il a développé sous le nom de Groupe d'Oxford, plus tard, de Réarmement moral.

## Biographie
Henry Burt Wright est né le 29 janvier 1877, à New Haven, au Connecticut. Il était le second fils de Henry Parks Wright, qui a été le premier doyen de l'Université de Yale et de Martha Burt.
Sa carrière universitaire a commencé avec une licence (''Bachelor of Arts'') en 1898, et s'est poursuivie avec un doctorat en 1903, tous les deux à Yale. Il a été professeur de grec et de Latin à Yale de 1903 à 1906, instructeur de 1906 à 1907, professeur adjoint en histoire romaine et littérature latine de 1908 à 1911, professeur assistant d'histoire de 1911 à 1914 et, à partir de 1914, titulaire de la chaire Stephen M. Clément de théologie pratique à la faculté de théologie de l'Université de Yale.
Pendant ses études, il a été le secrétaire des YMCA (Union chrétienne de jeunes gens) de 1898 à 1901. Il a également été aumônier militaire YMCA au camp de Deven en 1917-1918. Henry Burt Wright a épousé Josephine L. Hayward le 24 juillet 1907. Il est mort à Oakham le 27 décembre 1923.

## Postérité
Henry Burt Wright est réputé avoir eu une forte influence sur des milliers d'étudiants dans l'Université de Yale, mais son influence a été décuplée par la publication de son livre La Volonté de Dieu et Un Homme de la Vie (New York,  Association Press, 1924). Il a été protégé par un copyright en 1909. Les études qu'il contient étaient à l'origine préparées  par des laïcs et destinées à alimenter les cours bibliques pour les responsables des départements académiques et scientifiques de l'Université de Yale.
Plusieurs auteurs ont souligné que Henry B. Wright a été l'une des influences majeures sur le fondateur des Groupes d'Oxford,  le Dr Frank N. D. Buchman. Bien que basé à Hartford, où il enseignait et réunissait son équipe, Buchman voyageait quatre heures dans chaque sens, une fois par semaine, pour assister aux conférences de Wright à l'université Yale. Bon nombre des  idées promues ultérieurement par Buchman semblent avoir été empruntés à Wright.
La chaire de théologie systématique de l'Université de Yale porte son nom. L'actuel titulaire en est le théologien protestant croate  Miroslav Volf.